# تاريخ جنوب أستراليا

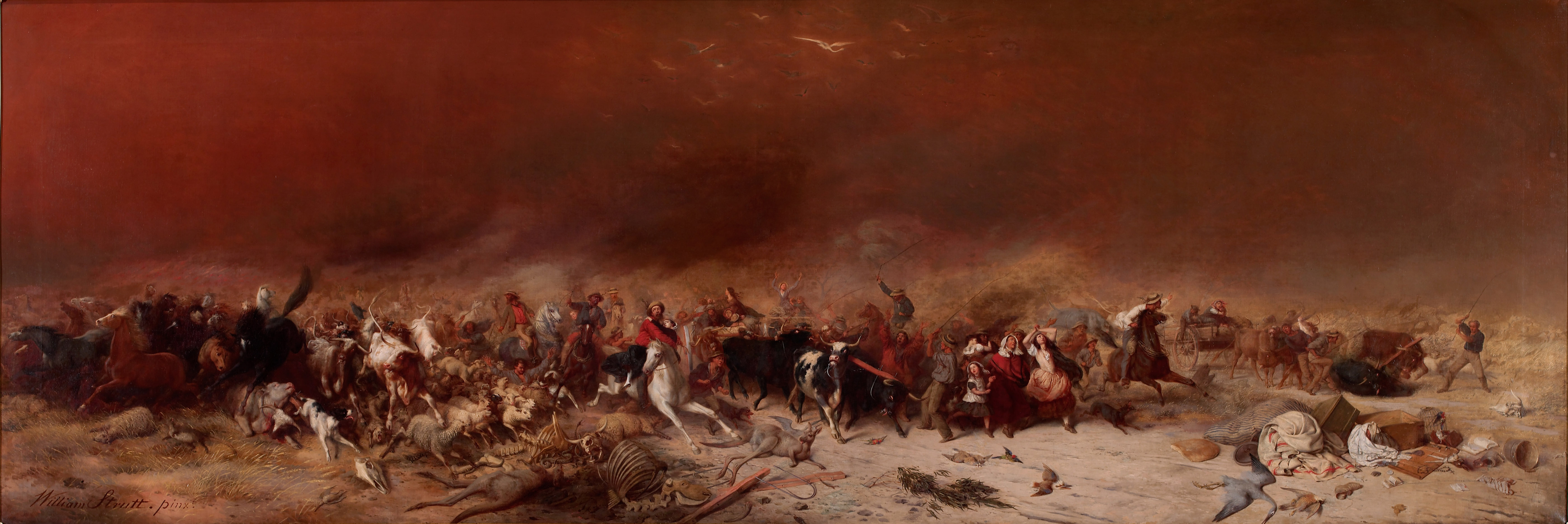

يتضمن تاريخ جنوب أستراليا تاريخ ولاية جنوب أستراليا الأسترالية منذ الاتحاد في عام 1901، إضافة إلى تاريخ المجتمعات السابقة من السكان الأصليين والبريطانيين المستعمرين. عاش السكان الأصليون الأستراليون من مختلف الأوطان أو القبائل في جنوب أستراليا منذ ثلاثين ألف عام على الأقل، بينما وصل المستعمرون البريطانيون في القرن التاسع عشر لإنشاء مستعمرة حرة. أنشأ قانون جنوب أستراليا لعام 1834 مقاطعة جنوب أستراليا التي بُنيت وفقًا لمبادئ الاستعمار المنهجي دون وجود مستوطنين مُدانين. بعد أن كادت المستعمرة أن تفلس، منح قانون جنوب أستراليا لعام 1842 الحكومة البريطانية السيطرة الكاملة على جنوب أستراليا باعتبارها مستعمرة ملكية. بعد إجراء بعض التعديلات على شكل الحكومة في السنوات البينية، أصبحت جنوب أستراليا مستعمرة تتمتع بالحكم الذاتي في عام 1857، ذلك مع التصديق على قانون الدستور لعام 1856، كما شُكِّل برلمان جنوب أستراليا.
في الوقت نفسه، أُرسِل المستكشفون الأوروبيون وتعمقوا في المناطق الداخلية، ومن ثم اكتُشِفت القليل من أراضي الرعي، على الرغم من أن أغلب الاكتشافات تمثلت في مساحات كبيرة من التضاريس الصحراوية. جرى توريد الأغنام وغيرها من المواشي، وزُرع القمح وغيره من المحاصيل حيثما أمكن ذلك، وتأسست صناعة مزدهرة من زراعة الكروم. اكتُشِف النحاس، وأسس اللاجئون الألمان من اللوثريين مراكز بعثات تبشيرية، وطوروا صناعة النبيذ في وادي باروسا.
أصبحت المستعمرة مهدًا للإصلاح الديمقراطي وإصلاح الأراضي في أستراليا. كانت أول مكان في العالم يطبق نظام تسجيل الأراضي المعروف باسم ملكية تورينس في عام 1858. مُنحت النساء الحق في التصويت في التسعينيات من القرن التاسع عشر، وأصبحت جنوب أستراليا ولاية لكومنولث أستراليا في عام 1901 بعد التصويت على الاتحاد مع المستعمرات البريطانية الأخرى في أستراليا. في حين أن عدد سكانها أقل من عدد السكان بالولايات الشرقية، إلا أن جنوب أستراليا كانت غالبًا في طليعة التغيير السياسي والاجتماعي في أستراليا.
منذ الحرب العالمية الثانية، عزز اللاجئون وغيرهم من المهاجرين من حجم وطبيعة تعدد الثقافات للسكان.

## الاستكشاف الأوروبي

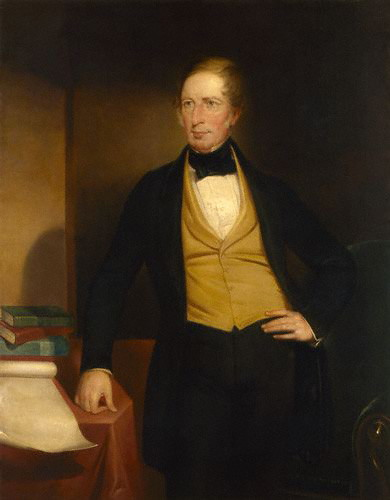
تشارلز ستورت، بريشة جون مايكل كروسلاند (توفي عام 1858)، مُنحت إلى معرض الصور الوطني، لندن عام 1946

كانت أول رؤية أوروبية مسجلة لساحل جنوب أستراليا في عام 1627، وذلك عندما فحصت السفينةُ الهولندية تي خولدين زيبايرت (فرس البحر الذهبي)، التي قادها فرانسوا تيسن، الخطَ الساحلي. أطلق تيسن على اكتشافه اسم «أرض بيتر نويتس» على اسم أعلى الأفراد رتبة على متن السفينة.
في الفترة بين عامي 1801 و1802، قاد ماثيو فليندرز أول رحلة بحرية حول أستراليا على متن سفينة إتش إم إس إنفستجيتور، وهي سفينة استقصاء تابعة للبحرية الملكية. كان الكابتن الفرنسي نيكولاس بودين في مهمة استقصاء كذلك في عام 1802، حيث رسم بشكل مستقل الساحل الجنوبي للقارة الأسترالية مع السفن البحرية الفرنسية جيوغرافي وناتيرواليس.
رصدت البعثات البريطانية والفرنسية بعضهما البعض، وعلى الرغم من أن فرنسا وبريطانيا كانتا في حالة حرب في ذلك الوقت، إلا أنهما التقيتا بسلام في خليج إنكاونتر جنوب شرق شبه جزيرة فلوريو.
أشار بودين إلى الأرض باسم «أرض نابليون». في نفس الرحلة، سمى بودين شبه الجزيرة بفلوريو على اسم المستكشف الفرنسي ورجل الدولة تشارل بيير كلاريت دي فلوريو. في عام 1802، سمى فليندر جبل لوفتي، ولكنه لم يسجل إلا القليل من المنطقة التي تُعرف الآن بأديلايد. لم يلحظ أي من المستكشفين مدخل نهر ميناء أديلايد، الذي حُدد ورُسم موقعه لأول مرة بدقة بواسطة ويليام لايت في عام 1836.
قاد تشارلز ستورت حملة استكشافية من نيوساوث ويلز في عام 1829، والتي تتبعت أولًا نهر موروبيدجي حتى الوصول إلى «نهر عريض ونبيل» أسماه ستورت نهر موراي. تبعت حملته هذا النهر بعد ذلك حتى تقاطعه مع نهر دارلينج، واستمرت مسيرتهم أسفل النهر حتى بحيرة ألكسندرينا حيث يلتقي موراي بالبحر في جنوب أستراليا. نتيجة معاناة شديدة، كان على الحملة أن يجدفوا ضد التيار متراجعين مئات الكيلومترات في رحلة العودة.